# 维拉尔圣乔治
维拉尔圣乔治（法語：Villars-Saint-Georges，法語發音：[vilaʁ sɛ̃ ʒɔʁʒ]）是法国杜省的一个市镇，位于该省西部，属于贝桑松区。

## 地理
维拉尔圣乔治（47°7'31"N, 5°49'36"E）面积5.15 平方千米，位于法国勃艮第-弗朗什-孔泰大區杜省，该省份为法国东部内陆省份，北起上索恩省，西接汝拉省，东部及东南部与瑞士接壤，东北部与贝尔福地区省接壤。
与维拉尔圣乔治接壤的市镇（或旧市镇、城区）包括：罗塞-弗吕昂、杜河畔比扬、富尔、奥塞勒-鲁泰勒、库尔特方丹。

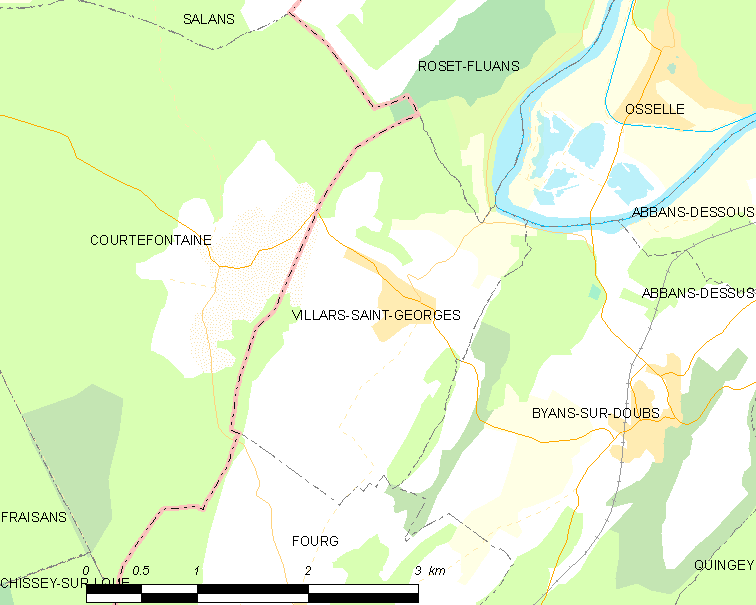
维拉尔圣乔治的OSM定位图

维拉尔圣乔治的时区为UTC+01:00、UTC+02:00（夏令时）。

## 行政
维拉尔圣乔治的邮政编码为25410，INSEE市镇编码为25616。

## 政治
维拉尔圣乔治所属的省级选区为圣维特县。

## 人口

1962-2008年间维拉尔圣乔治人口变化图示

维拉尔圣乔治于2022年1月1日时的人口数量为283人。